# 空から見た地球。
「空から見た地球。」（そらからみたちきゅう）は、テレビ朝日で放送されているドキュメンタリー番組。特別番組として制作され、2008年に第1回が放送され、2010年に第2回の放送がされ、2011年正月に第3回の放送がされた。

## 概要
タイトルの通り空撮によって特定地域の景観を映し出し、旅人が実際にその地を訪れて自然・風土・歴史などを紹介する。

## 出演者

### 第1回
- ナビゲーター(兼 旅人)：高橋克典
- 旅人：石原良純、伊藤淳史、香椎由宇

### 第2回
- ナビゲーター(兼 旅人)：高橋克典
- 旅人：石原良純

### 第3回
- ナビゲーター(兼 旅人)：高橋克典
- 旅人：石原良純、矢島悠子（テレビ朝日アナウンサー）

- ナレーション：室井滋

## 旅先

### 第1回
- アフリカ・マダガスカル
  - 旅人：高橋克典
- 南米・ボリビア
  - 旅人：香椎由宇
- 南太平洋・マーシャル諸島
  - 旅人：伊藤淳史
- 東京湾
  - 旅人：石原良純

### 第2回
- エチオピア
  - 旅人：高橋克典
- 東京
  - 旅人：石原良純
- 軍艦島
  - 旅人：石原良純

### 第3回
- メキシコ・ユカタン
  - 旅人：高橋克典
- オーストラリア
  - 旅人：石原良純
- 東京（下町）
  - 旅人：矢島悠子（テレビ朝日アナウンサー）

## 放送リスト
- 第1回：2008年5月31日（土）21:00～
- 第2回：2010年3月15日（月）19:00～20:54
- 第3回：2011年1月6日（木）19:00～21:48